# شطيبة

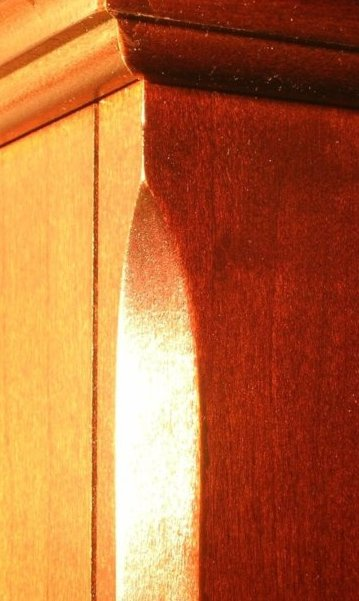
شطيبة بلمسة نهائية «لسان القُبَّرَة».

الشطيبة أو الحد المائل هي حافة انتقالية بين وجهين لجسم ما تنتج من عملية تُسمى كسر الشوكة أو الشَّدْف أو الشَّطْب. وغالبًا ما يُجعَل بزاوية 45 درجة بين وجهين متجاورين قائمي الزاوية.
تُستخدم الشطب بشكل متكرر في الآلات والنجارة والأثاث وقوالب البناء والمرايا وتسهيل تجميع العديد من تصميمات هندسة الميكانيك.

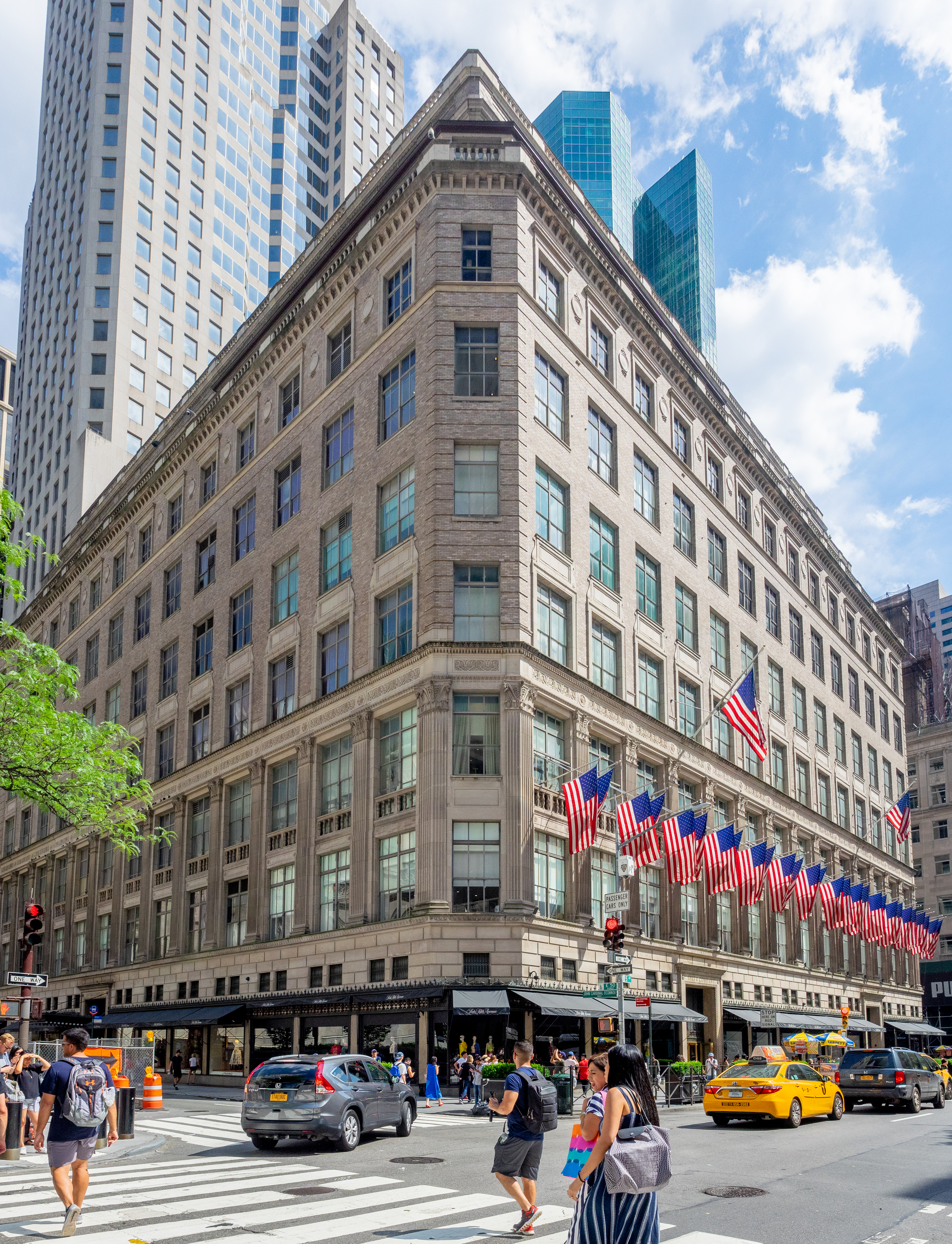
شطيبة على واجهة مبنى في مدينة نيويورك